# Pałac arcybiskupów gnieźnieńskich w Krakowie
Pałac arcybiskupów gnieźnieńskich, pałac prymasowski, kamienica prymasowska – zabytkowy pałac znajdujący się w Krakowie, w dzielnicy I Stare Miasto przy ul. Grodzkiej 65, na rogu z ul. Podzamcze 2, na Starym Mieście. 
Przez blisko cztery wieki (w latach 1531–1805) była siedzibą arcybiskupów gnieźnieńskich, którzy nosili tytuł prymasa Polski.
Kamienicę murowaną wzniesiono w drugiej połowie XIV wieku, a gruntownie przebudowano w połowie XVI wieku. Jest to piętrowy, trójskrzydłowy pałac renesansowy. W 1943 połączono dwie kamienice przy ul. Grodzkiej pod nr 65 (pałac) oraz kamienicę pod nr 63.
Obecnie w kamienicy znajduje się Urząd Skarbowy Kraków–Stare Miasto.